# SLC14A1
SLC14A1 (англ. Solute carrier family 14 member 1 (Kidd blood group)) – білок, який кодується однойменним геном, розташованим у людей на короткому плечі 18-ї хромосоми. Довжина поліпептидного ланцюга білка становить 389 амінокислот, а молекулярна маса — 42 528.
| 10         |  | 20         |  | 30         |  | 40         |  | 50         |
| ---------- |  | ---------- |  | ---------- |  | ---------- |  | ---------- |
| MEDSPTMVRV |  | DSPTMVRGEN |  | QVSPCQGRRC |  | FPKALGYVTG |  | DMKELANQLK |
| DKPVVLQFID |  | WILRGISQVV |  | FVNNPVSGIL |  | ILVGLLVQNP |  | WWALTGWLGT |
| VVSTLMALLL |  | SQDRSLIASG |  | LYGYNATLVG |  | VLMAVFSDKG |  | DYFWWLLLPV |
| CAMSMTCPIF |  | SSALNSMLSK |  | WDLPVFTLPF |  | NMALSMYLSA |  | TGHYNPFFPA |
| KLVIPITTAP |  | NISWSDLSAL |  | ELLKSIPVGV |  | GQIYGCDNPW |  | TGGIFLGAIL |
| LSSPLMCLHA |  | AIGSLLGIAA |  | GLSLSAPFED |  | IYFGLWGFNS |  | SLACIAMGGM |
| FMALTWQTHL |  | LALGCALFTA |  | YLGVGMANFM |  | AEVGLPACTW |  | PFCLATLLFL |
| IMTTKNSNIY |  | KMPLSKVTYP |  | EENRIFYLQA |  | KKRMVESPL  |  |            |

A: Аланін

C: Цистеїн

D: Аспарагінова кислота

E: Глутамінова кислота

F: Фенілаланін

G: Гліцин

H: Гістидин

I: Ізолейцин

K: Лізин

L: Лейцин

M: Метіонін

N: Аспарагін

P: Пролін

Q: Глутамін

R: Аргінін

S: Серин

T: Треонін

V: Валін

W: Триптофан

Задіяний у таких біологічних процесах, як транспорт, альтернативний сплайсинг. 
Локалізований у клітинній мембрані, мембрані.